# Гватемала на летних Олимпийских играх 2004
Гватемала принимала участие в Летних Олимпийских играх 2004 года в Афинах (Греция) в одиннадцатый раз за свою историю, но не завоевала ни одной медали. Сборная страны состояла из 18 спортсменов (11 мужчин и 7 женщин).

## Состав олимпийской сборной Гватемалы

### Лёгкая атлетика
Спортсменов — 5
Мужчины
| Спортсмен            | Дисциплина   | Финал     | Финал |
| Спортсмен            | Дисциплина   | Результат | Место |
| -------------------- | ------------ | --------- | ----- |
| Хосе Амадо Гарсиа    | марафон      | 2:27,13   | 64    |
| Альфредо Аревало     | марафон      | 2:34,02   | 76    |
| Хулио Рене Мартинес  | ходьба 50 км | DSQ       |       |
| Луис Фернандо Гарсия | ходьба 50 км | DNF       |       |

Женщины
| Спортсмен        | Дисциплина   | Финал     | Финал |
| Спортсмен        | Дисциплина   | Результат | Место |
| ---------------- | ------------ | --------- | ----- |
| Тересита Кольядо | ходьба 20 км | 1:46,41   | 49    |